# Fliesenbilder vom Alexanderplatz

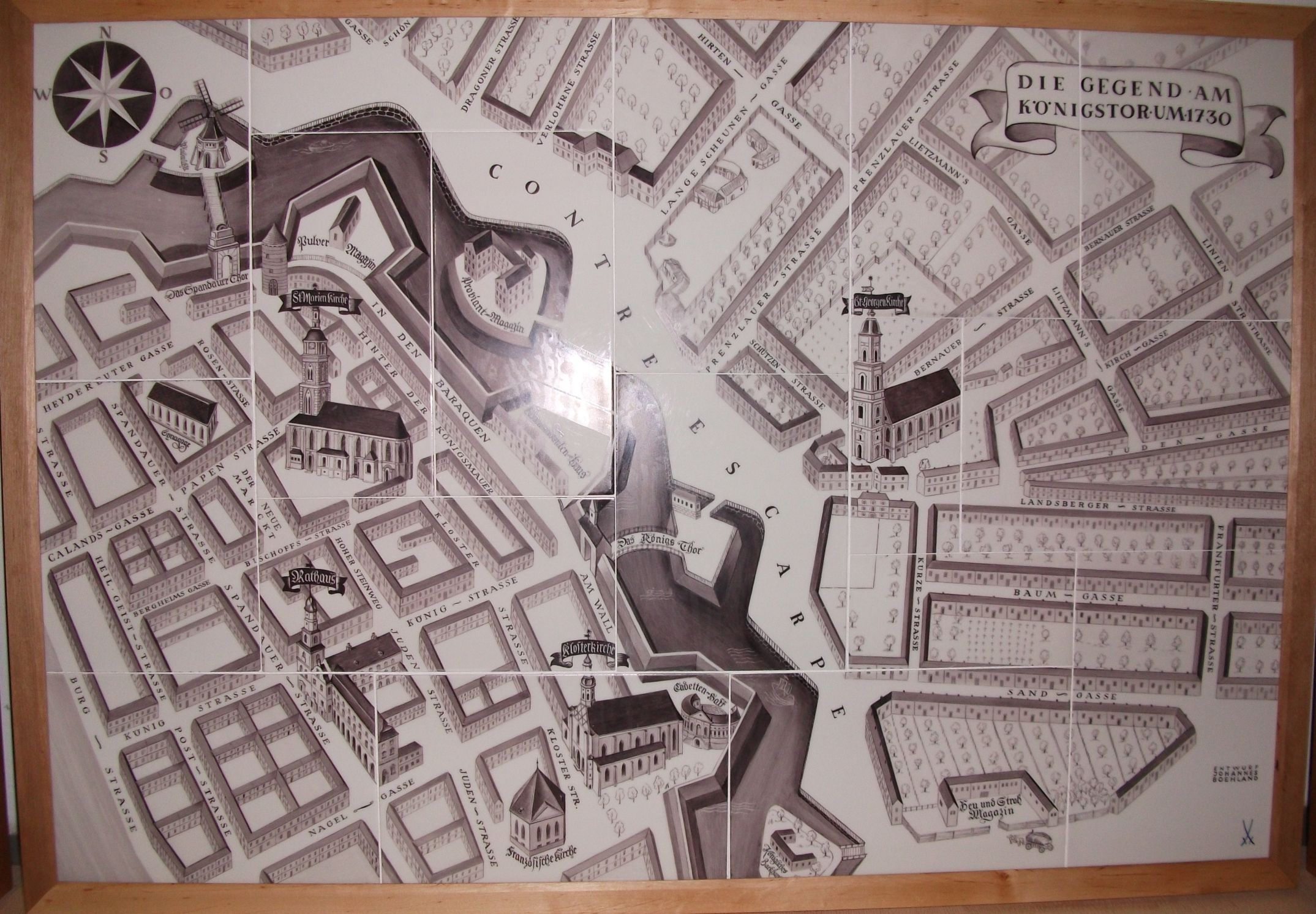
Königstor um 1730

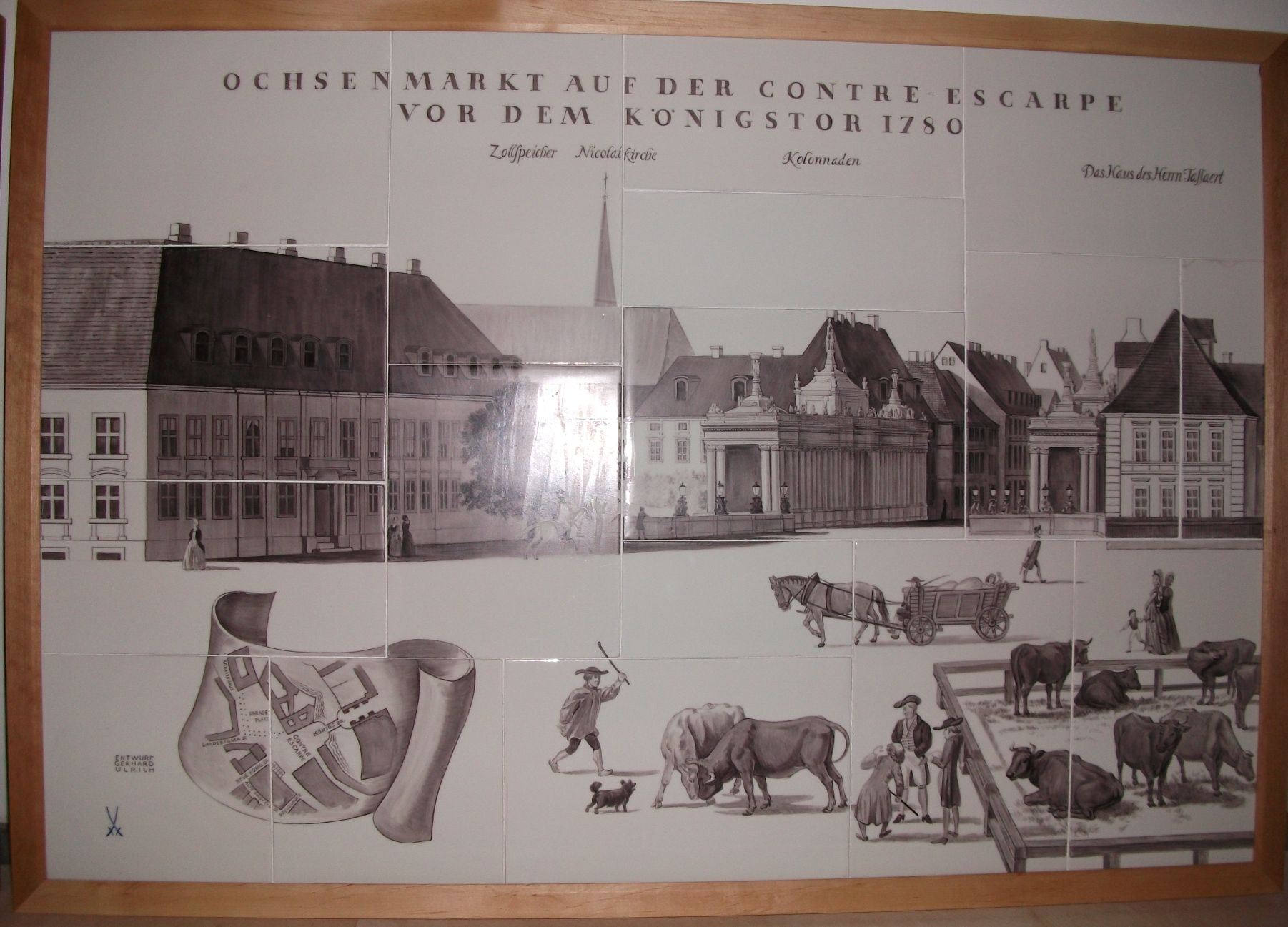
Ochsenmarkt 1780

Die acht Fliesenbilder aus dem Fußgängertunnel des Alexanderplatzes in Berlin wurden von der Meissner Porzellanmanufaktur hergestellt und zeigen historische Ansichten des Platzes. Seit Oktober 2006 befinden sich die denkmalgeschützten Fliesenbilder in der Sammlung der Stiftung Stadtmuseum Berlin.

## Geschichte
Die Bilder, in Camaieumalerei sepia ausgeführt, bilden einen Zyklus der Darstellung des Alexanderplatzes von 1730 bis 1968. Die Umsetzung beruht auf Entwürfen der Künstler Johannes Boehland, Gerhardt Ullrich, Friedrich Winkler-Tannenberg, Ludwig Hartwig, Tommi Parzinger, Ernst Böhm und Bruno Bernitz. Die ersten sechs Bilder entstanden 1930 in der Königlichen Porzellanmanufaktur Berlin (KPM) und dienten zur Ausschmückung der neu errichteten östlichen Vorhalle des U-Bahnhofes Alexanderplatz.
Die Bilder mit Darstellungen aus dem Zeitraum 1730 bis 1930 sind nach den Originalfragmenten der KPM-Bilder kopiert worden. Geliefert hat diese damals die Denkmalpflege, Auftraggeber war der VEB Tiefbau Berlin. Nach Auftragsende gingen diese Fragmente wieder an diesen zurück. Dort gab es eine Baracke für besonders empfindliche Kunstgegenstände. Es ist zu vermuten, dass die Originalfliesenbilder dort eingelagert wurden. Nach der Wende wurde der Standort in Berlin-Heinersdorf aufgelöst und es verliert sich jede Spur. Die letzten beiden Bilder entwarf Bruno Bernitz zusätzlich, als Erweiterung des Zyklus. Mit der Schließung des Tunnels 2006 wurde die Bilderreihe von der Senatsverwaltung für Stadtentwicklung und Umwelt geborgen und an die Stiftung Stadtmuseum Berlin übergeben.
Die Bereitung der Ausstellungsfähigkeit der Fliesenbilder durch Aufbringung auf neue Trägerplatten und Einrahmung wurde 2010 vom Porzellanikon Selb gesponsert. In der Ausstellung Vom Königstraum zur Massenware, anlässlich des 300-jährigen Bestehens des Porzellans in Europa, zeigte das Porzellanmuseum in Selb im gleichen Jahr erstmals alle Fliesenbilder gemeinsam.

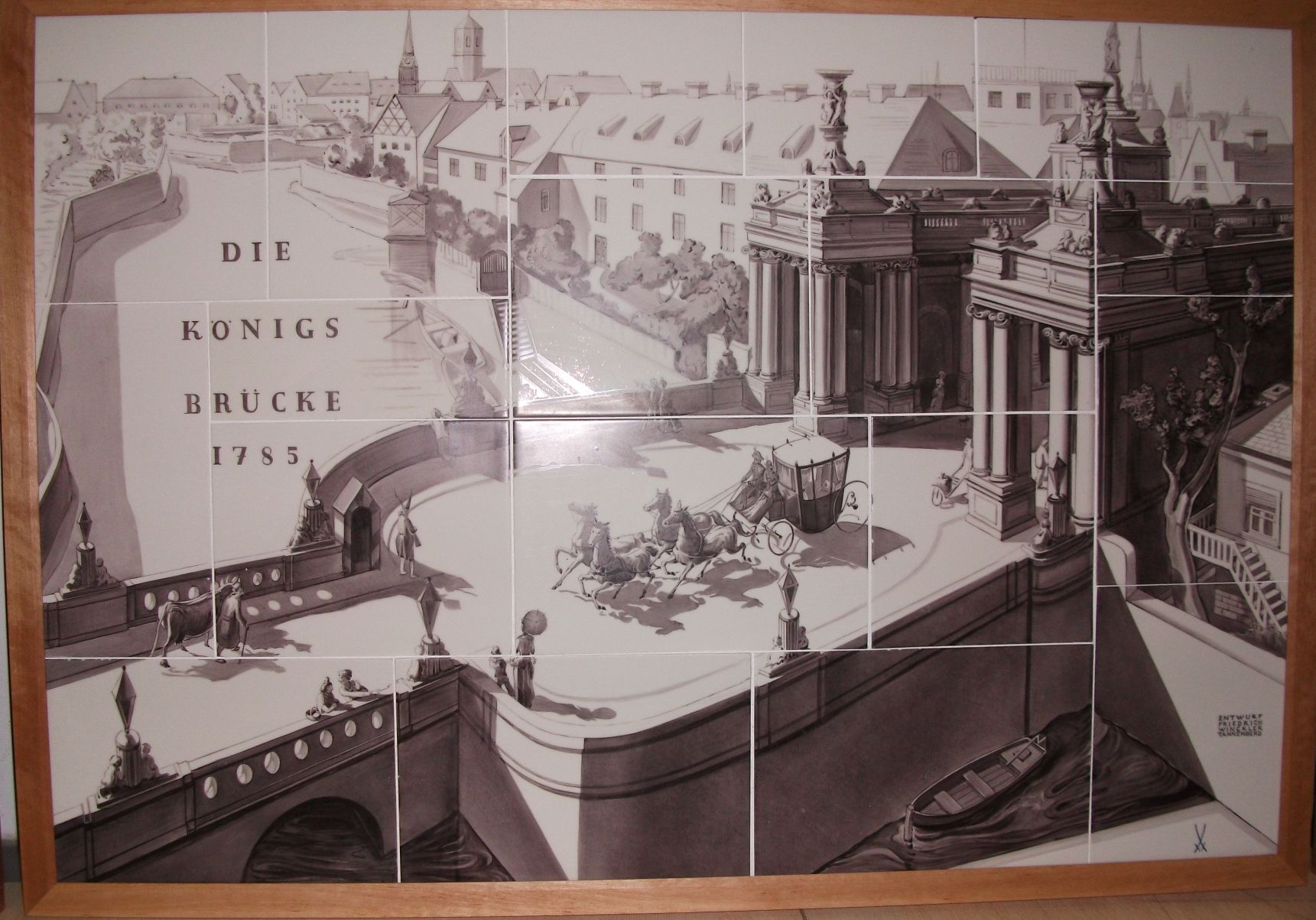
Königsbrücke 1785
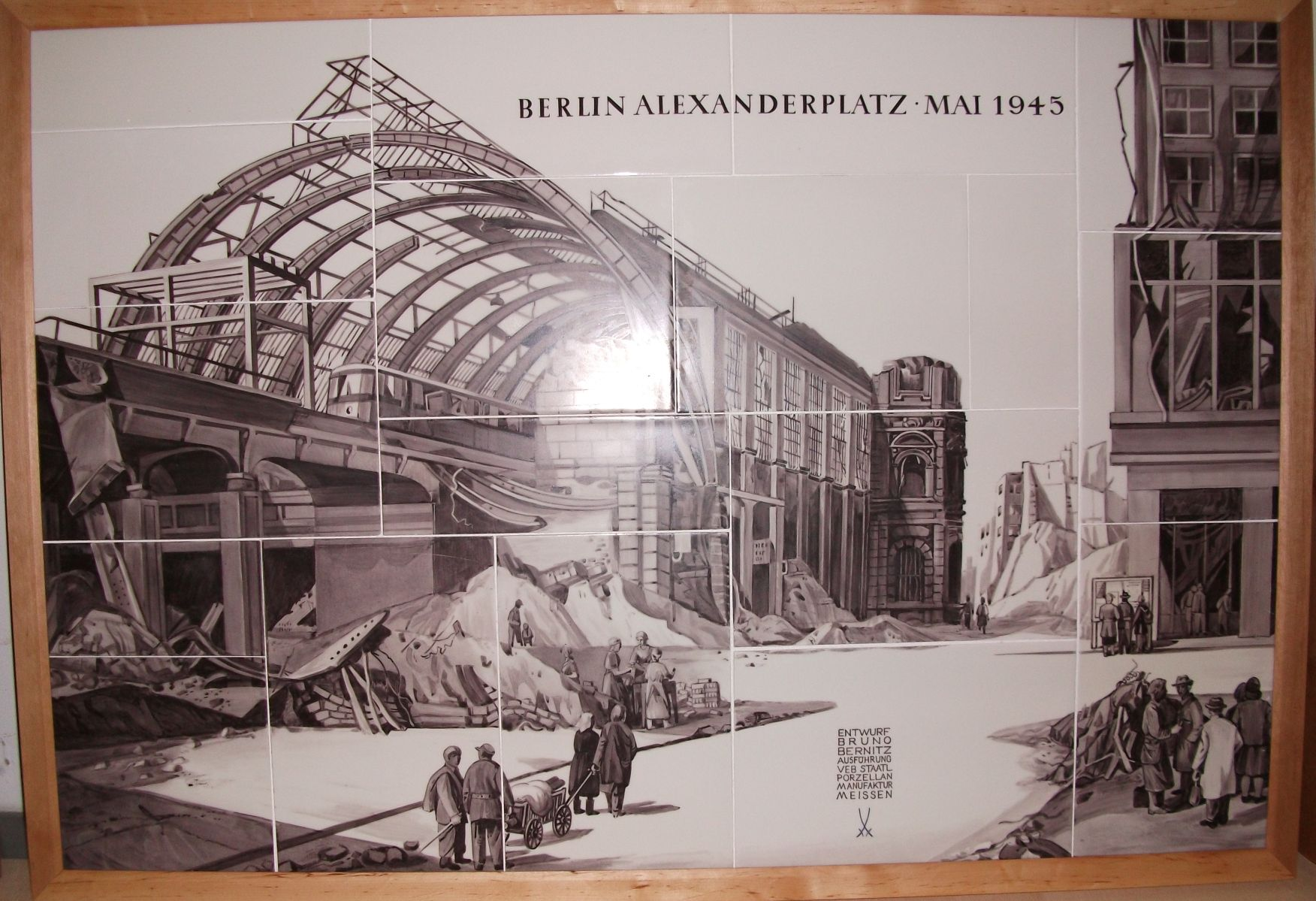
S-Bahnhof Alexanderplatz 1945
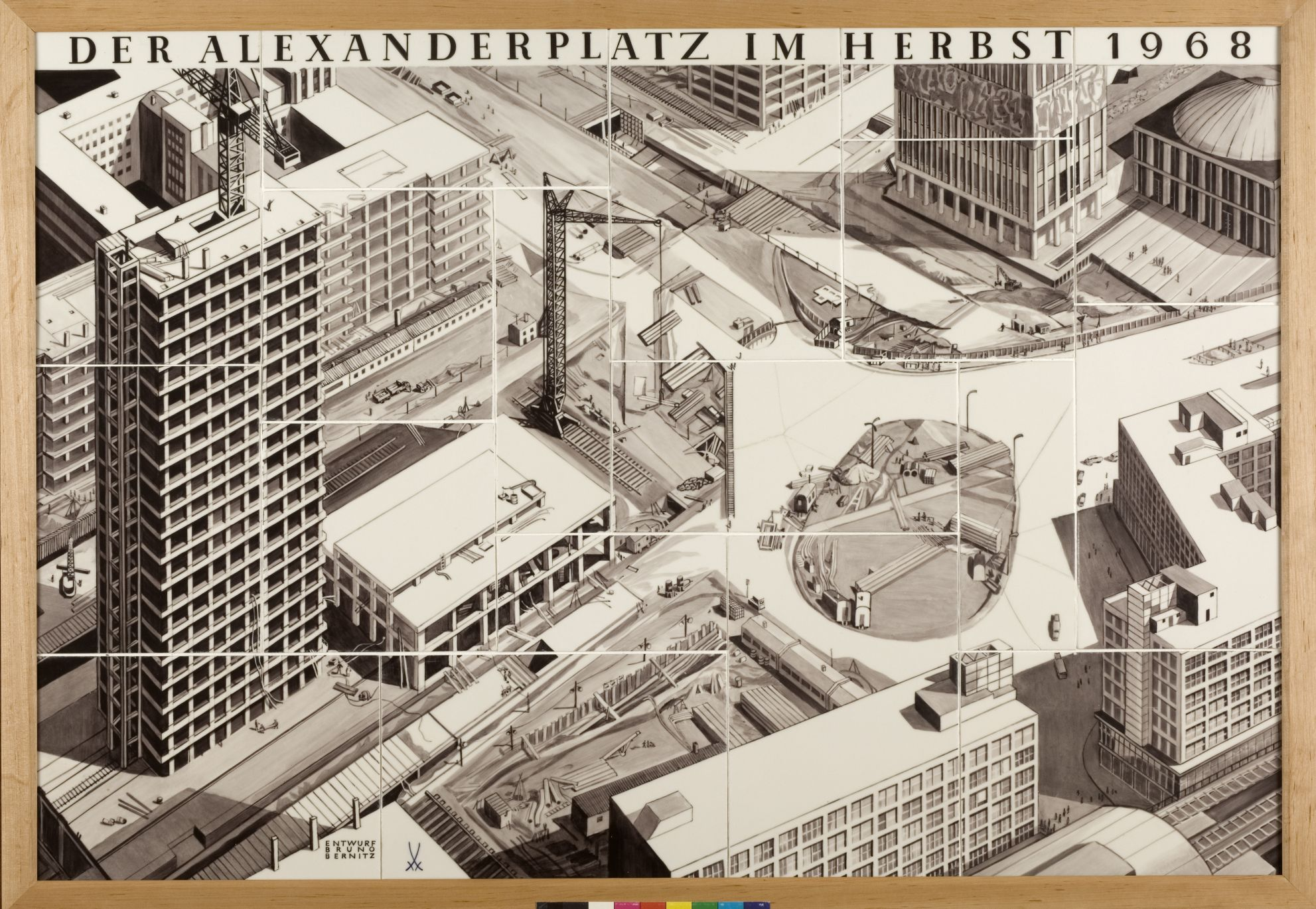
Neugestaltung 1968

## Belege
1. ↑  Johannes Bousset: Zur Eröffnung der Untergrundbahn vom Alexanderplatz durch die Frankfurter Allee nach Friedrichsfelde (Linie E) und der Erweiterung der Linie C vom Bhf. Bergstraße über den Ringbhf. Neukölln zum Bhf. Grenzallee am 21. Dezember 1930. Berlin 1930.
2. ↑  Maritta Tkalec: Verschollen: Berliner Originale mit Abbildung aller Fliesenbilder. In: Berliner Zeitung, 10, Februar 2020, S. 8 (Printausgabe).